# Corny Littmann
Cornelius « Corny » Littmann, né le 21 novembre 1952, est un entrepreneur allemand. Personnage atypique, ce propriétaire du Schmidt Theater est aussi l'ancien président du club de football FC Sankt Pauli (2002 à 2010).